# Église Saint-Jean-Baptiste de Braye-sous-Faye
Pour les articles homonymes, voir Église Saint-Jean-Baptiste.
L'église Saint-Jean-Baptiste de Braye-sous-Faye est une église paroissiale affectée au culte catholique dans la commune française de Braye-sous-Faye, dans le département d'Indre-et-Loire.
Cette église du XIIe siècle est fortement remaniée au XVIIIe siècle puis en 1924. Son portail, ses deux cloches et un tableau conservé dans sa nef sont des monuments historiques.

## Localisation
L'église est située dans le centre du bourg de Braye-Sous-Faye, au nord de la rue principale qui le traverse d'ouest en est. L'église observe cette même orientation.

## Histoire
Bray-sous-Faye est cité comme chef-lieu d'une viguerie au Xe siècle. L'église date du XIIe siècle mais elle est fortement remaniée à deux reprises, au XVIIIe siècle puis en 1924.
Le portail de l'église est inscrit comme monument historique en 1926.

## Description

### Architecture

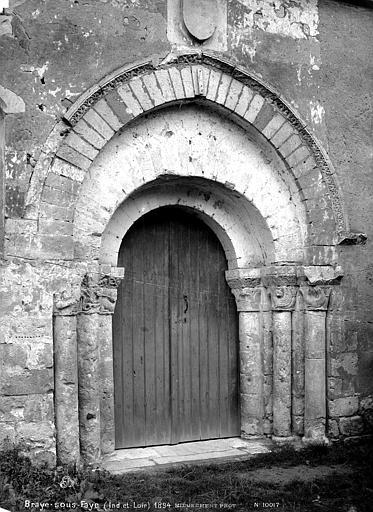
Portail.

L'église se compose d'une nef à deux travées, flanquée d'une chapelle sur chacun de ses flancs nord et sud et prolongée par un chœur terminé par un chevet plat. Au sud du chœur, une salle voûtée supporte le clocher.
Le portail ouvert dans le pignon de la nef est en plein cintre, surmonté de trois arcs dont le plus externe a été refait en arc brisé. Ces arcs retombent sur des chapiteaux décorés d'animaux fantastiques, eux-mêmes supportés par des colonnettes. Les deux travées de la nef et la première travée du chœur sont couvertes d'une fausse voûte en plâtre montée en 1924 sur laquelle est dessiné un appareil de pierre de taille. Cette travée du chœur est une reconstruction, plus large que le chœur d'origine. Hormis le portail, toutes les ouvertures qui éclairent l'église sont des reprises du XVIIIe siècle.
Le clocher du XIIe siècle, sur plan carré, repose sur une salle voûtée en croisée d'ogives. Son beffroi est percé de baies d'aspect différent selon les faces à la suite d'une reprise du XVIIIe siècle. Il se termine par une flèche octogonale.
Une crypte d'architecture romane, qui fut celle de la famille de Richelieu, est creusée sous le chœur, une plus petite sous la chapelle septentrionale.

### Mobilier et décor
Une cloche du XVe siècle et une autre, nommée Marie-Barbe et bénie en 1756 à la mémoire de Richelieu, sont classées comme monuments historiques au titre d'objets.
Il en est de même d'une toile du deuxième quart du XVIIe siècle représentant l'Agonie dans le Jardin des Oliviers.

## Pour en savoir plus